# HIV耐药性数据库
人类免疫缺陷病毒耐药性数据库，即HIV耐药性数据库（英語：HIV Drug Resistance Database），又名斯坦福HIV逆转录酶和蛋白酶序列数据库（英語：Stanford HIV RT and Protease Sequence Database），是收录有93条常见HIV基因突变的数据库，目前由斯坦福大学维护。该数据库在2007年第一次汇编时，共收录有80条突变；并在2008年扩充到了93条常见突变。最新的列表使用了欧洲、加拿大和美国的其他实验室提交的数据，其中包含超过15,000条来自未治疗病例的基因序列。